# Rhyacotriton kezeri
Rhyacotriton kezeri é uma espécie de anfíbio caudado pertencente à família Rhyacotritonidae. Endêmica do Noroeste Pacífico.